# Giro di Germania 2018
Il Giro di Germania 2018, trentatreesima edizione della corsa, valevole come evento dell'UCI Europe Tour 2018 categoria 2.1, si svolse in quattro tappe dal 23 al 26 agosto 2018 su un percorso di 737,5 km, con partenza da Coblenza e arrivo a Stoccarda, in Germania. La vittoria fu appannaggio dello sloveno Matej Mohorič, che completò il percorso in 17h 27' 10" precedendo i tedeschi Nils Politt e Maximilian Schachmann.
Al traguardo di Stoccarda 112 ciclisti, dei 131 partiti da Coblenza, portarono a termine la competizione.

## Tappe
| Tappa  | Data      | Percorso           | km    | Vincitore di tappa    | Leader cl. generale   |
| ------ | --------- | ------------------ | ----- | --------------------- | --------------------- |
| 1ª     | 23 agosto | Coblenza > Bonn    | 157   | Álvaro Hodeg          | Álvaro Hodeg          |
| 2ª     | 24 agosto | Bonn > Treviri     | 196   | Maximilian Schachmann | Maximilian Schachmann |
| 3ª     | 25 agosto | Treviri > Merzig   | 177   | Matej Mohorič         | Matej Mohorič         |
| 4ª     | 26 agosto | Lorsch > Stoccarda | 207,5 | Nils Politt           | Matej Mohorič         |
| Totale | Totale    | Totale             | 737,5 |                       |                       |

## Squadre e corridori partecipanti
| N.      | Cod. | Squadra              |
| ------- | ---- | -------------------- |
| 1-6     | BOH  | Bora-Hansgrohe       |
| 11-15   | SUN  | Team Sunweb          |
| 21-26   | TKA  | Team Katusha Alpecin |
| 31-36   | ALM  | AG2R La Mondiale     |
| 41-46   | LTS  | Lotto Soudal         |
| 51-56   | DDD  | Team Dimension Data  |
| 61-66   | QST  | Quick-Step Floors    |
| 71-76   | SKY  | Team Sky             |
| 81-86   | MOV  | Movistar Team        |
| 91-96   | BMC  | BMC Racing Team      |
| 101-106 | TBM  | Bahrain-Merida       |

| N.      | Cod. | Squadra                     |
| ------- | ---- | --------------------------- |
| 111-116 | WGG  | Wanty-Groupe Gobert         |
| 121-126 | ICA  | Israel Cycling Academy      |
| 131-136 | RNL  | Roompot-Nederlandse Loterij |
| 141-146 | GAZ  | Gazprom-RusVelo             |
| 151-156 | FST  | Team Fortuneo-Samsic        |
| 161-166 | RLY  | Rally Cycling               |
| 171-176 | LPC  | Leopard Pro Cycling         |
| 181-186 | LKH  | Team Lotto-Kern Haus        |
| 191-196 | SVL  | Team Sauerland NRW          |
| 201-206 | HRN  | Heizomat rad-net.de         |
| 211-216 | TDA  | Team Dauner D&DQ/Akkon      |

## Dettagli delle tappe

### 1ª tappa
- 23 agosto: Coblenza > Bonn – 157 km

Risultati
| Pos. | Corridore         | Squadra      | Tempo    |
| ---- | ----------------- | ------------ | -------- |
| 1    | Álvaro Hodeg      | Quick-Step   | 3h35'08" |
| 2    | Pascal Ackermann  | Bora         | s.t.     |
| 3    | Niccolò Bonifazio | Bahrain-Mer. | s.t.     |

| Pos. | Corridore         | Squadra      | Tempo    |
| ---- | ----------------- | ------------ | -------- |
| 1    | Álvaro Hodeg      | Quick-Step   | 3h34'58" |
| 2    | Pascal Ackermann  | Bora         | a 4"     |
| 3    | Niccolò Bonifazio | Bahrain-Mer. | a 6"     |

### 2ª tappa
- 24 agosto: Bonn > Treviri – 196 km

Risultati
| Pos. | Corridore       | Squadra      | Tempo    |
| ---- | --------------- | ------------ | -------- |
| 1    | Max. Schachmann | Quick-Step   | 4h50'36" |
| 2    | Matej Mohorič   | Bahrain-Mer. | s.t.     |
| 3    | Tom Dumoulin    | Sunweb       | s.t.     |

| Pos. | Corridore       | Squadra      | Tempo    |
| ---- | --------------- | ------------ | -------- |
| 1    | Max. Schachmann | Quick-Step   | 8h25'34" |
| 2    | Matej Mohorič   | Bahrain-Mer. | a 4"     |
| 3    | Tom Dumoulin    | Sunweb       | s.t.     |

### 3ª tappa
- 25 agosto: Treviri > Merzig – 177 km

Risultati
| Pos. | Corridore            | Squadra      | Tempo    |
| ---- | -------------------- | ------------ | -------- |
| 1    | Matej Mohorič        | Bahrain-Mer. | 4h12'28" |
| 2    | Nils Politt          | Katusha      | s.t.     |
| 3    | Pieter Vanspeybrouck | Wanty        | s.t.     |

| Pos. | Corridore       | Squadra      | Tempo     |
| ---- | --------------- | ------------ | --------- |
| 1    | Matej Mohorič   | Bahrain-Mer. | 12h37'56" |
| 2    | Max. Schachmann | Quick-Step   | a 6"      |
| 3    | Nils Politt     | Katusha      | a 10"     |

### 4ª tappa
- 26 agosto: Lorsch > Stoccarda – 207,5 km

Risultati
| Pos. | Corridore      | Squadra      | Tempo    |
| ---- | -------------- | ------------ | -------- |
| 1    | Nils Politt    | Katusha      | 4h49'20" |
| 2    | Matej Mohorič  | Bahrain-Mer. | s.t.     |
| 3    | Damiano Caruso | BMC          | s.t.     |

| Pos. | Corridore       | Squadra      | Tempo     |
| ---- | --------------- | ------------ | --------- |
| 1    | Matej Mohorič   | Bahrain-Mer. | 17h27'10" |
| 2    | Nils Politt     | Katusha      | a 6"      |
| 3    | Max. Schachmann | Quick-Step   | a 12"     |

## Evoluzione delle classifiche
| Tappa              | Vincitore             | Classifica generale Maglia rossa | Classifica a punti Maglia verde | Classifica scalatori Maglia a pois bianchi | Classifica giovani Maglia bianca | Classifica a squadre |
| ------------------ | --------------------- | -------------------------------- | ------------------------------- | ------------------------------------------ | -------------------------------- | -------------------- |
| 1ª                 | Álvaro Hodeg          | Álvaro Hodeg                     | Álvaro Hodeg                    | Kévin Van Melsen                           | Álvaro Hodeg                     | Team Katusha Alpecin |
| 2ª                 | Maximilian Schachmann | Maximilian Schachmann            | Maximilian Schachmann           | Gaëtan Pons                                | Maximilian Schachmann            | Wanty-Groupe Gobert  |
| 3ª                 | Matej Mohorič         | Matej Mohorič                    | Matej Mohorič                   | Robin Carpenter                            | Matej Mohorič                    | Wanty-Groupe Gobert  |
| 4ª                 | Nils Politt           | Matej Mohorič                    | Matej Mohorič                   | Robin Carpenter                            | Matej Mohorič                    | AG2R La Mondiale     |
| Classifiche finali | Classifiche finali    | Matej Mohorič                    | Matej Mohorič                   | Robin Carpenter                            | Matej Mohorič                    | AG2R La Mondiale     |

## Classifiche finali

### Classifica generale - Maglia rossa
| Pos. | Corridore          | Squadra      | Tempo     |
| ---- | ------------------ | ------------ | --------- |
| 1    | Matej Mohorič      | Bahrain-Mer. | 17h27'10" |
| 2    | Nils Politt        | Katusha      | a 6"      |
| 3    | Max. Schachmann    | Quick-Step   | a 12"     |
| 4    | Tom Dumoulin       | Sunweb       | a 16"     |
| 5    | Damiano Caruso     | BMC          | a 26"     |
| 6    | Warren Barguil     | Fortuneo     | a 28"     |
| 7    | R. J. van Rensburg | Dimension    | a 30"     |
| 8    | Romain Bardet      | AG2R         | a 31"     |
| 9    | Guillaume Martin   | Wanty        | a 33"     |
| 10   | Nick van der Lijke | Roompot      | a 34"     |

### Classifica a punti - Maglia verde
| Pos. | Corridore          | Squadra      | Punti |
| ---- | ------------------ | ------------ | ----- |
| 1    | Matej Mohorič      | Bahrain-Mer. | 41    |
| 2    | Nils Politt        | Katusha      | 34    |
| 3    | R. J. van Rensburg | Dimension    | 21    |
| 4    | Max. Schachmann    | Quick-Step   | 20    |
| 5    | Álvaro Hodeg       | Quick-Step   | 15    |

### Classifica scalatori - Maglia a pois bianchi
| Pos. | Corridore       | Squadra    | Punti |
| ---- | --------------- | ---------- | ----- |
| 1    | Robin Carpenter | Rally      | 15    |
| 2    | Gaëtan Pons     | Leopard    | 6     |
| 3    | Rémi Cavagna    | Quick-Step | 5     |
| 4    | Vasil' Kiryenka | Sky        | 5     |
| 5    | Adam Hansen     | Lotto      | 5     |

### Classifica giovani - Maglia bianca
| Pos. | Corridore        | Squadra      | Tempo     |
| ---- | ---------------- | ------------ | --------- |
| 1    | Matej Mohorič    | Bahrain-Mer. | 17h27'10" |
| 2    | Nils Politt      | Katusha      | a 6"      |
| 3    | Max. Schachmann  | Quick-Step   | a 12"     |
| 4    | Guillaume Martin | Wanty        | a 33"     |
| 5    | Sebastián Henao  | Sky          | a 34"     |

### Classifica a squadre
| Pos. | Squadra                | Tempo     |
| ---- | ---------------------- | --------- |
| 1    | AG2R La Mondiale       | 52h23'12" |
| 2    | Wanty-Groupe Gobert    | a 1'16"   |
| 3    | Movistar Team          | a 1'34"   |
| 4    | BMC Racing Team        | a 2'02"   |
| 5    | Israel Cycling Academy | a 3'40"   |